# 3749 Balam
3749 Balam là một tiểu hành tinh vành đai chính có quỹ đạo Mặt Trời. Nó được đặt theo tên nhà thiên văn học Canada David D. Balam.